# SN 1990ak
SN 1990ak – niepotwierdzona supernowa odkryta 1 maja 1990 roku w galaktyce LEDA0097745. W momencie odkrycia miała maksymalną jasność 18,00m.